# Isla de Vieilles
Isla de Vieilles (en francés: Île des Vieilles) es una isla rocosa, compuesta de rocas rojas, al este de San Rafael (Saint-Raphaël), cerca de Anthéor. Pertenece al Macizo de l'Esterel (Massif de l'Esterel). Esta es la isla más grande de la costa de este macizo.
El nombre de la isla, probablemente se refiere a un tipo de peces del Mediterráneo llamado vieille.
Esta isla tiene la distinción de albergar algunas especies botánicas que ya no existen en Anthéor y lugares cercanos.